# Riacho de Santana (Rio Grande do Norte)
Riacho de Santana is een gemeente in de Braziliaanse deelstaat Rio Grande do Norte. De gemeente telt 4.437 inwoners (schatting 2009).